# ZHJAYSCPG鍵盤
“ZHJAYSCPG”或“ZHJAY”键盘是由20个专家组成的阿尔伯特·纳瓦拉协会（Albert Navarre Commission）制定的键盘布局标准。它在1907年被提出，其名称来源于上排的字母。

## 历史

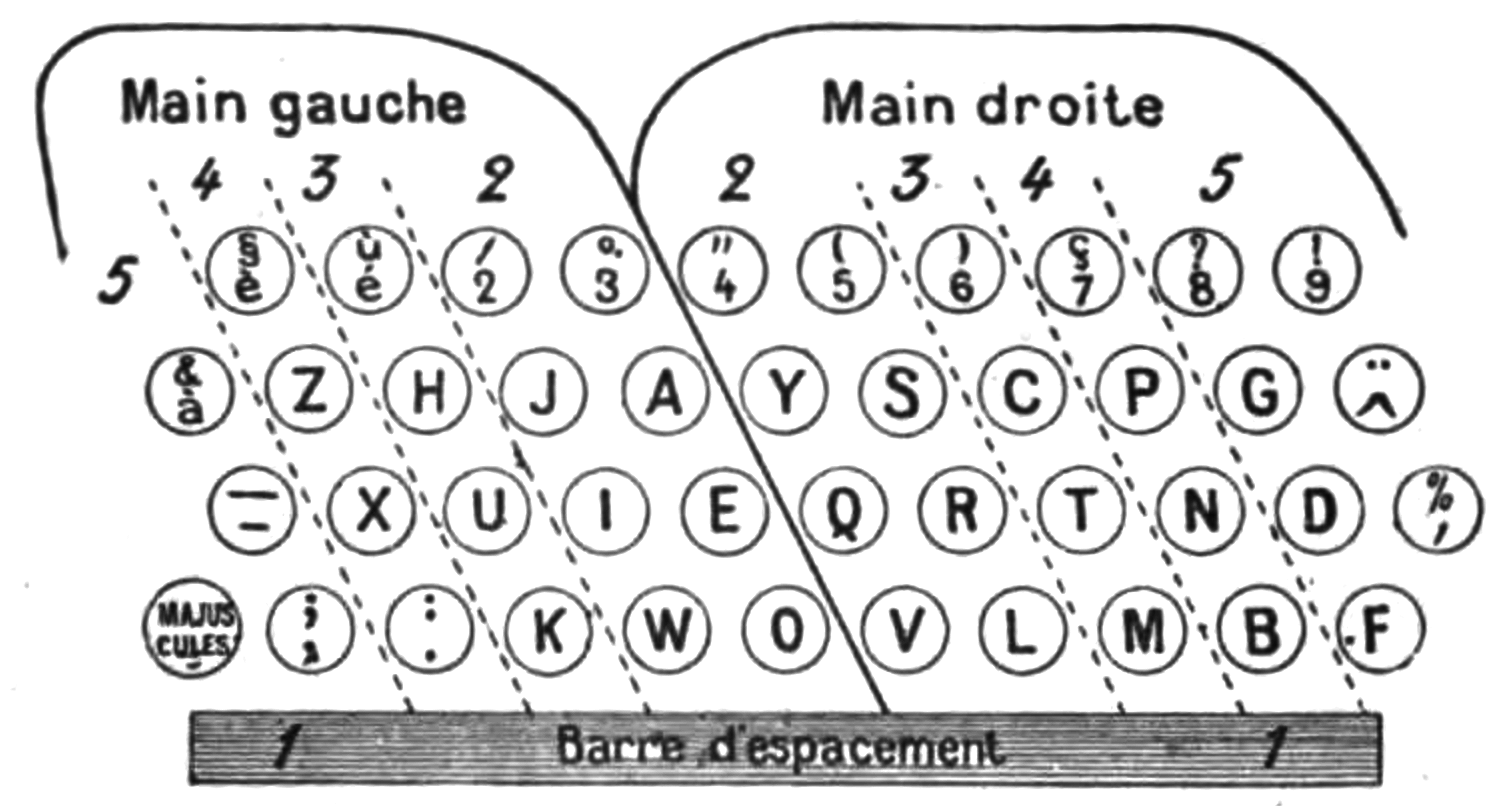
理想中的ZHJAY键盘

在20世纪初的法国，随着计算机和打字机的广泛使用，人们开始关注键盘布局对输入效率的影响。传统的AZERTY键盘源自美国的QWERTY键盘布局，经过改编以适应法语输入，但其设计受到早期机械设备的限制。为了提高法语输入效率，法国的语言学家和工程师曾尝试设计更符合法语使用习惯的键盘布局。1998年，由法国国家信息与自动化研究所（INRIA）牵头的一组专家团队开发了ZHJAYSCPG键盘。该键盘基于法语字母和符号的使用频率，结合人体工程学原则进行设计。ZHJAYSCPG键盘在部分专业领域被采用，用于提高文字输入效率。尽管如此，AZERTY键盘依然是法国及其他法语区的主要标准键盘布局。随着输入技术的发展，尤其是触摸屏和语音识别技术的兴起，传统键盘布局的地位有所变化。ZHJAYSCPG键盘作为一次键盘布局优化的尝试，在法语计算机输入发展历史中占有一定位置，但当其出现时，用户已经习惯了QWERTY和AZERTY键盘布局，因此这种标准未能普及，就像美国的DHIATENSOR布局一样。

## 键盘布局
其中部分按键在1907年是没有的。这些旧打字机上没有数字“1”和“0”，所以得用“O”和“I”来代替。与现代布局相比，ZHJAYSCPG的8个数字键位也向右移动了两个位置，将“è”和“é”移到了其他数字之前。（更符合现代布局的键盘可以将数字键放回原位。）